# Стрэйтон, Дэвид
Дэвид Стрэйтон (англ. David Straiton) — американский телережиссер и продюсер.

## Фильмография

### Режиссер
- (2010 — ?) — «Гавайи 5.0»
  - 2019 — «Ke ala o ka pu»
- (2018 — ?) — «Частный детектив Магнум»
  - 2019 — «Murder Is Never Quiet»
- (2017 — ?) — «Хороший доктор»
  - 2019 — «Xin»
  - 2017 — «22 Steps»
- (2016 — ?) — «Новый агент Макгайвер»
  - 2018 — «Matty + Ethan + Fidelity»
- (2016 — ?) — «Стрелок»
  - 2018 — «Red Light»
  - 2018 — «Orientation Day»
  - 2018 — «A Call to Arms»
  - 2018 — «Red Meat»
  - 2017 — «Across the Rio Grande»
  - 2017 — «The Dark End of the Street»
- (2017 — ?) — «Одарённые»
  - 2018 — «3 X 1»
- (2017—2018) — «Отважные»
  - 2017 — «Break Out»
- 2017 — «Сверхлюди»
  - 2017 — «Make Way for… Medusa»
- 2017 — «Кровавая езда»
  - 2017 — «Finish Line»
  - 2017 — «Faces of Blood Drive»
  - 2017 — «Welcome to Pixie Swallow»
  - 2017 — «The F…ing Cop»
- 2016 — «Американская готика»
  - 2016 — «Nighthawks»
- (2015—2017) — «Роузвуд»
  - 2016 — «Sudden Death & Shades Deep»
- (2011—2017) — «Гримм»
  - 2016 — «Silence of the Slams»
  - 2016 — «A Reptile Dysfunction»
  - 2013 — «Endangered»
  - 2012 — «Quill»
- (2013—2015) — «Хемлок Гроув»
  - 2015 — «Boy in the Box»
  - 2015 — «The House in the Woods»
  - 2014 — «Lost Generation»
  - 2014 — «Demons and the Dogstar»
  - 2013 — «Catabasis»
  - 2013 — «What Peter Can Live Without»
- 2015 — «Особое мнение»
  - 2015 — «The Present»
- (2011—2016) — «Ад на колёсах»
  - 2015 — «White Justice»
  - 2015 — «Chinatown»
  - 2014 — «Life’s a Mystery»
  - 2013 — «One Less Mule»
- (2013—2018) — «Древние»
  - 2015 — «Fire with Fire»
- (2014—2015) — «Сталкер»
  - 2015 — «Secrets and Lies»
- 2014 — «Натиск»
  - 2014 — «You Spin Me Around»
- (2013 — ?) — «Агенты Щ. И.Т.»
  - 2014 — «Beginning of the End»
  - 2013 — «0-8-4»
- (2013—2015) — «Грейсленд»
  - 2013 — «Hair of the Dog»
- (2013—2017) — «Мотель Бейтсов»
  - 2013 — «Ocean View»
- (2008—2013) — «Грань»
  - 2012 — «The Bullet That Saved the World»
  - 2012 — «Welcome to Westfield»
  - 2010 — «Amber 31422»
  - 2010 — «Peter»
- (2009—2014) — «Белый воротничок»
  - 2012 — «Identity Crisis»
  - 2011 — «As You Were»
  - 2010 — «In the Red»
- 2012 — «Фирма»
  - 2012 — «Chapter Nineteen»
  - 2012 — «Chapter Two»
  - 2012 — «Pilot»
- 2012 — «Искатель»
  - 2012— «The Inheritance»
- (2004—2012) — «Доктор Хаус»
  - 2012 — «We Need the Eggs»
  - 2011 — «Perils of Paranoia»
  - 2011 — «Changes»
  - 2011 — «Carrot or Stick»
  - 2010 — «Massage Therapy»
  - 2010 — «Baggage»
  - 2010 — «Moving the Chains»
  - 2009 — «Teamwork»
  - 2009 — «The Tyrant»
  - 2009 — «Under My Skin»
  - 2008 — «Joy to the World»
  - 2008 — «Not Cancer»
  - 2008 — «Living the Dream»
  - 2008 — «Frozen»
  - 2007 — «Ugly»
  - 2007 — «Family»
- 2011 — «Хаос»
  - 2011 — «Core Fortitude»
- 2011 — «Плащ»
  - 2011 — «Razer»
- (2010—2011) — «187 Детройт»
  - 2010 — «Shelter»
- (2009—2010) — «Милосердие»
  - 2010 — «We All Saw This Coming»
  - 2010 — «I’m Fine»
- (2009—2010) — «Кукольный дом»
  - 2009 — «A Love Supreme»
  - 2009 — «Man on the Street»
- 2009 — «Притяжению вопреки»
  - 2009 — « Solitary»
  - 2009 — «Pilot»
- (2006—2010) — «Герои»
  - 2009 — «Chapter One 'Orientation/Jump, Push, Fall'»
- 2008 — «Мой личный враг»
  - 2008 — «Henry and the Terrible… Day»
- (2007—2009) — «Жизнь как приговор»
  - 2008 — «Black Friday»
  - 2008 — «Everything… All the Time»
  - 2007 — «What They Saw»
- -(2008—2009) — "Рыцарь дорог "
  - 2008 — «Journey to the End of the Knight»
- (2003—2008) — «Лас Вегас»
  - 2008 — «2 on 2»
  - 2007 — «Run, Cooper, Run!»
  - 2007 — «Pharaoh 'Nuff»
  - 2006 — «Delinda’s Box: Part 2»
  - 2006 — «Fidelity, Security, Delivery»
  - 2006 — «Bait and Switch»
- (2006—2007) — «Переговорщики»
  - 2007 — «The Kids in the Hall»
  - 2006 — «Partners in Crime»
  - 2006 — «Shanghai’d»
- (2007 — ?) — «Братья Доннелли»
  - 2007 — «In Each One a Savior»
- (2007 — ?) — «Детектив Дрезден: Секретные материалы»
  - 2007 — «What About Bob?»
- (2006—2012) — «Эврика»
  - 2006 — «Purple Haze»
- 2006 — «Блэйд»
  - 2006 — «Sacrifice»
- 2006 — «In Justice»
  - 2006 — «The Ten Percenter»
- (2005—2006) — «Killer Instinct»
  - 2005 — «Die Like an Egyptian»
- (2005 — ?) — «Секс, любовь и секреты»
  - 2005 — «Ambush»
  - 2005 — «Secrets»
- (2005 — ?) — «Поинт Плезант»
  - 2005 — «Unraveling»
- (2004—2005) — «Кевин Хилл»
  - 2005 — «A River in Egypt»
  - 2004 — «Gods and Monsters»
- (2001—2005) — «Звездный путь: Энтерпрайз»
  - 2005 — «Babel One»
  - 2005 — «Daedalus»
  - 2004 — «Storm Front, Part II»
  - 2003 — «North Star»
  - 2003 — «The Shipment»
  - 2003 — «Anomaly»
  - 2003 — «Cease Fire»
  - 2002 — «Vanishing Point»
  - 2002 — «A Night in Sickbay»
  - 2002 — «Desert Crossing»
- (2004—2007) — «Чeтыре тысячи четыреста»
  - 2004 — «Becoming»
- (2004—2005) — «Северный берег»
  - 2004 — «My Boyfriend’s Back»
- (2004 — ?) — «Summer of 77»
- (2004 — ?) — «Century City»
  - 2004 — «The Haunting»
- (2003—2010) — «Детектив Раш»
  - 2004 — «Late Returns»
  - 2003— «The Runner»

- (2002—2004) — «Таксист»
  - 2004 — «Calibrated Arguments»
- (2003—2004) — «Джейк 2.0»
  - 2003 — «The Spy Who Really Liked Me»
- (2003—2004) — «Мёртвые, как я»
  - 2003 — «Business Unfinished»
- (1999—2004) — «Ангел»
  - 2003 — «Sacrifice»
  - 2000 — «War Zone»
  - 1999 — «The Bachelor Party»
- (2002—2003) — «Джон Доу»
  - 2003 — «Doe or Die»
- (2002—2003) — «Криминальные гонки»
  - 2003 — «Monster»
- (2002 — ?) — «Deep Cover»
- (1998—2006) — «Зачарованные»
  - 2002 — «Witches in Tights»
  - 2002 — «The Fifth Halliwell»
  - 2002 — « A Knight to Remember»
  - 2001 — «Pre-Witched»
  - 2001 — «Blinded by the Whitelighter»
- (2002—2004) — «Одиссея 5»
  - 2002 — «Time Out of Mind»
  - 2002 — «Astronaut Dreams»
- (2001—2002) — «Хроника»
  - 2002 — «The Mists of Avalon Parkway»
- (2000—2002) — «Темный ангел»
  - 2002 — «Borrowed Time»
- (2000—2001) — «FreakyLinks»
  - 2001 — «Subject: The Final Word»
  - 2000 — «Subject: Edith Keeler Must Die»
- (2001—2002) — «Охотники за нечистью»
- (2000—2001) — «Tucker»
  - 2001 — «A Boob in the Night»
  - 2001 — «The Eyes of Claire»
- (1998—2003) — «Бухта Доусона»
  - 2001 — «Mind Games»
- (2000—2001) — «The Immortal»
  - 2000 — «Demons of the Night: Part 2»
  - 2000 — «Demons of the Night: Part 1»
- (2000 — ?) — «The War Next Door»
  - 2000 — «And Baby Makes Death»
- (2000 — ?) -— «Выше земли»
  - 2000 — «What Remains»
  - 2000 — «Scott Free»
- (1999—2004) — «Провиденс»
  - 2000 — «The Apartment»
- (1999—2000) — «Амазония»
- (1997—2001) — «Ее звали Никита»
  - 1999 — «Any Means Necessary»
- 1999 — «Выжившие»
- (1999 — ?) — «Fast Tracks»
- (1996—2000) — «Traders»
  - 1998 — «Joint Adventures»
  - 1998 — «Spin Cycles»
  - 1998 — «I’ll Sleep When I’m Dead»
- (1998—2006)— «Следствие ведет Да Винчи»
  - 1998 — «The Bridge»
- (1998—1999) — «Legacy»
- (1996—1997) — «Космические приключения»
  - 1997 — «A Star Is Boring»
  - 1996 — «Mother Knows Best»
  - 1996 — «King of the Hil»
- (1994—1998) — «Тайный мир Алекс Мак»
  - 1996 — «The Neighbor»
- 1995 — «The Weinerville Chanukah Special»
- (1995—1997) — «Мгновения грядущего»

## Награды
- 2012 — номинирован на премию DGC Craft Award за телесериал «Фирма».
- 2003 — номинирован на премию Хьюго в номинации «Лучшая постановка, малая форма» за телесериал «Звёздный путь: Энтерпрайз»